# Enterprise (Misisipi)
Enterprise es un pueblo del Condado de Clarke, Misisipi, Estados Unidos. Según el censo de 2000 tenía una población de 474 habitantes y una densidad de población de 80.6 hab/km².

## Demografía
Según el censo de 2000, había 474 personas, 202 hogares y 138 familias residiendo en la localidad. La densidad de población era de 80,6 hab./km². Había 241 viviendas con una densidad media de 41,0 viviendas/km². El 75,74% de los habitantes eran blancos, el 23,84% afroamericanos, el 0,21% asiáticos y el 0,21% pertenecía a dos o más razas. El 0,21% de la población eran hispanos o latinos de cualquier raza.
Según el censo, de los 202 hogares en el 29,7% había menores de 18 años, el 53,0% pertenecía a parejas casadas, el 12,9% tenía a una mujer como cabeza de familia y el 31,2% no eran familias. El 28,2% de los hogares estaba compuesto por un único individuo y el 13,9% pertenecía a alguien mayor de 65 años viviendo solo. El tamaño promedio de los hogares era de 2,35 personas y el de las familias de 2,83.
La población estaba distribuida en un 23,6% de habitantes menores de 18 años, un 7,4% entre 18 y 24 años, un 26,8% de 25 a 44, un 24,7% de 45 a 64 y un 17,5% de 65 años o mayores. La media de edad era 39 años. Por cada 100 mujeres había 97,5 hombres. Por cada 100 mujeres de 18 años o más, había 92,6 hombres.
Los ingresos medios por hogar en la localidad eran de 33.125 dólares ($) y los ingresos medios por familia eran 37.375 $. Los hombres tenían unos ingresos medios de 29.583 $ frente a los 21.719 $ para las mujeres. La renta per cápita para la ciudad era de 16.995 $. El 13,5% de la población y el 9,2% de las familias estaban por debajo del umbral de pobreza. El 14,5% de los menores de 18 años y el 23,5% de los habitantes de 65 años o más vivían por debajo del umbral de pobreza.

## Geografía
Según la Oficina del Censo de los Estados Unidos, la localidad tiene un área total de 5,9 km², todos ellos correspondientes a tierra firme.